# Hideyoshi Obata
Hideyoshi Obata (jap. 小畑 英良 Obata Hideyoshi; ur. 2 kwietnia 1890 w prefekturze Osaka, zm. 11 sierpnia 1944 na Guam) – generał Cesarskiej Armii Japońskiej (CAJ) w czasie II wojny światowej.

## Życiorys
W grudniu 1911 ukończył naukę w Akademii Armii Cesarskiej, uzyskując rangę porucznika kawalerii. W 1919 ukończył Akademię Sztabu Generalnego i awansował do stopnia kapitana kawalerii. Mając prawicowo-nacjonalistyczne przekonania wstąpił do reakcyjnego ugrupowania Frakcji Cesarskiej Drogi, na czele której stał Sadao Araki.
W latach 1923–1927 sprawował funkcję attaché wojskowego w ambasadzie japońskiej w Wielkiej Brytanii, a w latach 1927–1934 w Indiach Brytyjskich. W sierpniu 1934 otrzymał awans na pułkownika kawalerii i został odwołany do Japonii celem objęcia stanowiska w Sztabie Generalnym Armii Cesarskiej.
W marcu 1938 został awansowany na stopień generała majora, po czym został przeniesiony z kawalerii do lotnictwa. W sierpniu tego samego roku objął funkcję komendanta szkoły lotniczej w Akeno. W grudniu 1940 awansował do rangi generała porucznika. Z chwilą wybuchu wojny na Pacyfiku został przeniesiony na Tajwan jako dowódca 5. Skrzydła Lotniczego. W 1942 skierowano go na front birmański. W maju 1943 objął dowództwo 3. Armii Lotniczej, ale już w grudniu został odwołany do Tokio.
18 lutego 1944 został dowódcą 31. Armii, która wraz z 29. i 53. Dywizją została wyznaczona do obrony Marianów w obliczu nadciągających sił alianckich. W chwili rozpoczęcia inwazji amerykańskiej znajdował się poza swoją kwaterą główną na Saipanie, więc ustanowił nową – na wyspie Guam. Jednakże podczas bitwy o Guam jego słabe siły zostały szybko zdominowane przez liczniejsze i lepiej uzbrojone wojska amerykańskie. W rezultacie – wydawszy podwładnym rozkaz walki do ostatniego naboju – popełnił 11 sierpnia seppuku. Pośmiertnie został awansowany do stopnia generała.

## Wybrane odznaczenia
- Wielka Wstęga Orderu Wschodzącego Słońca – pośmiertnie
- Złota i Srebrna Gwiazda Orderu Wschodzącego Słońca
- Wielka Wstęga Orderu Świętego Skarbu
- Pamiątkowy Medal Wstąpienia na Tron Cesarza Yoshihito
- Medal Wojskowy za Wojnę Chińsko-Japońską 1937-1945
- Medal Wojskowy za Wielką Wojnę Wschodnio-Azjatycką 1941-1945
- Medal Zasługi Ustanowienia Państwa (Mandżukuo)
- Medal Japońskiego Czerwonego Krzyża dla Członka Specjalnego